# Mutus Liber
Mutus Liber (en latín: Libro mudo) fue un texto publicado en Francia en la segunda mitad del siglo XVII (1677) por el editor Pedro Savouret. Su autoría, por largo tiempo desconocida y especulada, se le ha atribuido a  Isaac Baulot, un boticario y estudioso en medicina de La Rochelle, nacido en la misma provincia en 1612.

## Contenido
Se supone que contiene los lineamientos para crear la Piedra filosofal. El proceso se muestra a través de 15 láminas grabadas sólo con imágenes, sólo las últimas dos láminas contienen alguna frase textual.
En la lámina 14 encontramos el texto “Ora, Lege, Lege, Lege, Relege, Labora et Invenies”, (Ora, Lee, Lee, Lee, Relee, Trabaja y Encontrarás) que supone sirve de guía no sólo para quienes deseen desentrañar y practicar los profundos misterios de la Alquimia, sino a todo aquel que emprenda una búsqueda profunda e interior.
Se interpreta que el autor propone como primer paso la oración porque para los sabios alquimistas no era posible la realización de la Gran Obra física sin el concurso de lo Divino. Mediante la oración y la meditación es convocado lo celestial como portal iniciático del viaje a emprender. Para los alquimistas la Adoración de lo "Divino" es punto clave para la Iniciación de la Gran Obra, nombre con el cual conocían o llamaban al proceso de transmutación.
El segundo paso que nos propone el autor antes de comenzar cualquier operación material, es el camino del conocimiento: "Lege, Lege, Lege" señala con insistencia la importancia de la lectura de los textos reveladores de la Gran Obra; con firme decisión debe dedicarse el iniciado al estudio de los crípticos volúmenes alquímicos, voluntariamente incomprensibles, herméticos, dirigidos no tanto a la razón sino a la intuición más profunda. Lee, lee, lee, una, otra y otra vez, hasta que la iluminación revele el sentido de lo oculto, "Relege" refuerza la intención de las anteriores 3 palabras con el fin de comprender los símbolos, los materiales y los procesos. Fe y constancia son el preámbulo al "Labora et Invenies" (trabaja y encontrarás), a través de la oscuridad intencional del camino marcado por los sabios alquimistas, la transmutación se llevará a cabo.
En la última lámina del Mutus Liber se lee en un latín torpe la frase oculatus abis cuyo significado en inglés es casi un anagrama del nombre del autor. Un fino trabajo ilustrado, tal vez único, de estas lámina se encuentra en la Biblioteca del Congreso de EE. UU.

## Edición en castellano
- Eugène Canseliet (2010). Mutus liber. Tapa blanda. Barcelona: Editorial Luís Cárcamo. ISBN 9788476271650.
- Miguel Ángel Muñoz Moya (1986). Mutus liber. Barcelona: Muñoz Moya y Montraveta.